# Вяземський Терентій Іванович
Вяземський Терентій Іванович (нар. 2 травня 1857, с. Путятіно Раненбурзького повіту Рязанської губернії, Росія — 6 жовтня 1914, Москва) — російський лікар-невропатолог, доктор медицини (1901).

## Викладацька діяльність
Закінчив Московський університет в 1883 році, де й працював у клініці неврапатологічних захворювань (1886—1889 рр.)
У 1902—1910 роках — приват-доцент кафедри фізіології. Брав участь у створенні при Університеті Протиалкогольного музею.
З 1911 року — викладав в Московському педагогічному інституті.

## Дослідницька робота
Досліджував проблеми електрофізіології тваринних і рослинних тканин та бальнеології. Розробляв систему заходів боротьби з алкоголізмом.
Автор праць з історії Московського університету.
В 1901 р. придбав маєток Карадаг поблизу м. Феодосія (нині АР Крим), де разом з професором Московського університету Л. Мороховцем в 1907 році розпочав будівництво наукової станції (нині — заповідник у структурі НАНУ), якій передав власну бібліотеку. В 1914 році їй присвоєно ім'я Терентія Івановича В'яземського (посмертно).
В 1975 році на території станції встановлено погруддя Т. І. Вяземського (скульптор А. Григор'єв).